# Константинос Стефану Татис
 Тази статия е за солунския общественик от XIX -XX век.  За дядо му вижте Константинос Панайоту Татис.  
Константинос Стефану Татис (на гръцки: Κωνσταντίνος Στέφανου Τάττης) е гръцки солунски общественик.

## Биография
Роден е в 1860 година в семейството на богатия търговец на тютюн, и председател на Солунската гръцка община Стефанос Татис. Учи в родния си град, а после право в Атинския университет. Работи като адвокат в Солун и участва активно в дейността на гръцката община. Автор е на исторически проучвания за Солун.
Татис е председател на Солунското благотворително мъжко общество от 1892 до 1894 година и от 1914 до смъртта си в 1926 година.